# Stew Johnson
Stewart "Stew" Johnson (Clairton, Pensilvania, 19 de agosto de 1944) es un exjugador de baloncesto estadounidense que disputó nueve temporadas en la ABA, una más en la AABA para acabar su carrera en Islandia. Con 2,03 metros de estatura, jugaba en la posición de ala-pívot.

## Trayectoria deportiva

### Universidad
Jugó tres temporadas con los Racers de la Universidad Estatal de Murray, en las que promedió 16,7 puntos y 12,9 rebotes por encuentro. En 1964 y 1965 fue incluido en el mejor quinteto de la Ohio Valley Conference.

### Profesional
Fue elegido en la vigésimo primera posición del Draft de la NBA de 1966 por New York Knicks, pero no fue hasta el año siguiente cuando firmó con los Kentucky Colonels de la ABA, quienes a mitad de temporada lo traspasaron a los New Jersey Americans a cambio de Jim Caldwell. Poco después de comenzada la temporada 1968-69 fue despedido, siendo reclamado por losHouston Mavericks. Allí consiguió finalmente la titularidad, acabando con 20,6 puntos y 8,1 rebotes por partido.
Al año siguiente acabó en los Pittsburgh Pipers tras un traspaso en el que se vieron involucrados tres equipos. De ahí pasaría en la temporada 1971-1972 a los Carolina Cougars a cambio de Bob Verga. Pero no recuperó el protagonismo hasta que el aó siguiente entrara en el draft de expansión por la llegada de nuevos equipos a la liga, siendo adquirido por los San Diego Conquistadors, donde fue titular indiscutible desde el primer momento, promediando 22,1 puntos y 7,5 rebotes por partido, y siendo elegido para disputar su primer All-Star Game, algo que repetiría al año siguiente.
Comenzada la temporada 1974-75 es trasasado a Denver Nuggets, quienes automáticamente lo envían a los Memphis Sounds. Ese año disputaría su tercer All-Star, en el que logró 8 puntos y 3 rebotes.
Tras la desaparición de los Sounds fue a parar a los San Diego Sails en el draft de dispersión, y tras la desaparición también de este equipo, fichó finalmente como agente libre por los San Antonio Spurs, con los que jugó apenas 10 partidos.
Acabó su carrera jugando dos temporadas en la liga islandesa.

## Estadísticas de su carrera en la ABA

### Temporada regular
| Temporada | Edad | Equipo                  | Liga | Pos. | P   | TIT | MIN  | TC  | TCA  | %TC  | 3P  | 3PA | %3P  | 2P  | 2PA  | %2P  | TL  | TLA | %TL  | R.OF. | R.DEF. | REB | ASIS | ROB | TAP | PER | FP  | PTS  |
| 1967-68   | 23   | TOTAL                   | ABA  | PF   | 72  |     | 20.5 | 3.5 | 10.3 | .343 | 0.3 | 1.1 | .316 | 3.2 | 9.2  | .346 | 1.0 | 1.6 | .611 |       |        | 5.8 | 0.7  |     |     | 1.2 | 2.0 | 8.4  |
| 1967-68   | 23   | Kentucky Colonels       | ABA  | PF   | 17  |     | 16.4 | 3.2 | 9.5  | .340 | 0.5 | 1.5 | .346 | 2.7 | 8.0  | .338 | 0.8 | 1.5 | .560 |       |        | 5.2 | 0.3  |     |     | 1.1 | 1.1 | 7.8  |
| 1967-68   | 23   | New Jersey Americans    | ABA  | PF   | 55  |     | 21.7 | 3.6 | 10.6 | .344 | 0.3 | 1.0 | .302 | 3.3 | 9.6  | .348 | 1.0 | 1.6 | .625 |       |        | 5.9 | 0.8  |     |     | 1.3 | 2.3 | 8.6  |
| 1968-69   | 24   | TOTAL                   | ABA  | PF   | 78  |     | 31.8 | 7.9 | 18.5 | .427 | 0.8 | 2.3 | .350 | 7.1 | 16.2 | .438 | 2.6 | 3.2 | .787 | 2.5   | 5.2    | 7.7 | 1.8  |     |     | 2.2 | 2.3 | 19.2 |
| 1968-69   | 24   | New York Nets           | ABA  | PF   | 9   |     | 22.8 | 3.1 | 8.0  | .389 | 0.2 | 0.9 | .250 | 2.9 | 7.1  | .406 | 1.8 | 1.9 | .941 | 1.3   | 3.6    | 4.9 | 1.0  |     |     | 1.0 | 2.7 | 8.2  |
| 1968-69   | 24   | Houston Mavericks       | ABA  | PF   | 69  |     | 33.0 | 8.5 | 19.9 | .429 | 0.9 | 2.5 | .354 | 7.6 | 17.3 | .439 | 2.7 | 3.4 | .775 | 2.7   | 5.4    | 8.1 | 1.9  |     |     | 2.4 | 2.2 | 20.6 |
| 1969-70   | 25   | Pittsburgh Pipers       | ABA  | PF   | 81  |     | 29.0 | 6.7 | 16.5 | .407 | 0.2 | 0.7 | .273 | 6.5 | 15.8 | .413 | 1.7 | 2.2 | .778 | 2.3   | 4.5    | 6.8 | 1.5  |     |     | 1.9 | 2.6 | 15.3 |
| 1970-71   | 26   | Pittsburgh Condors      | ABA  | PF   | 84  |     | 30.9 | 7.1 | 16.1 | .439 | 0.1 | 0.5 | .300 | 6.9 | 15.6 | .444 | 1.7 | 2.0 | .842 | 2.3   | 5.4    | 7.7 | 1.5  |     |     | 1.9 | 2.6 | 16.0 |
| 1971-72   | 27   | TOTAL                   | ABA  | PF   | 67  |     | 22.9 | 5.5 | 13.0 | .421 | 0.2 | 0.7 | .340 | 5.3 | 12.3 | .426 | 1.1 | 1.5 | .737 | 1.7   | 4.0    | 5.7 | 1.3  |     |     | 1.4 | 2.4 | 12.3 |
| 1971-72   | 27   | Pittsburgh Condors      | ABA  | PF   | 17  |     | 24.1 | 5.0 | 12.7 | .394 | 0.2 | 0.4 | .429 | 4.8 | 12.3 | .392 | 1.2 | 1.5 | .769 | 1.5   | 4.9    | 6.5 | 0.9  |     |     | 1.4 | 2.5 | 11.4 |
| 1971-72   | 27   | Carolina Cougars        | ABA  | PF   | 50  |     | 22.5 | 5.7 | 13.2 | .430 | 0.3 | 0.8 | .325 | 5.4 | 12.4 | .437 | 1.1 | 1.5 | .726 | 1.8   | 3.6    | 5.4 | 1.5  |     |     | 1.3 | 2.3 | 12.6 |
| 1972-73 ★ | 28   | San Diego Conquistadors | ABA  | PF   | 80  |     | 36.9 | 9.6 | 21.9 | .440 | 0.5 | 1.7 | .278 | 9.2 | 20.2 | .453 | 2.4 | 3.0 | .819 | 2.2   | 5.2    | 7.5 | 2.2  |     |     | 2.0 | 3.2 | 22.1 |
| 1973-74 ★ | 29   | San Diego Conquistadors | ABA  | PF   | 84  |     | 31.6 | 8.5 | 19.9 | .429 | 0.7 | 2.3 | .311 | 7.8 | 17.6 | .445 | 2.4 | 2.8 | .847 | 2.2   | 4.2    | 6.3 | 1.5  | 0.9 | 0.2 | 1.6 | 1.9 | 20.1 |
| 1974-75 ★ | 30   | TOTAL                   | ABA  | PF   | 81  |     | 34.7 | 8.2 | 18.4 | .445 | 0.5 | 1.6 | .303 | 7.7 | 16.8 | .458 | 0.8 | 1.1 | .733 | 1.7   | 4.4    | 6.1 | 1.7  | 1.2 | 0.3 | 1.5 | 2.8 | 17.7 |
| 1974-75   | 30   | San Diego Conquistadors | ABA  | PF   | 9   |     | 28.1 | 8.0 | 18.9 | .424 | 0.3 | 1.3 | .250 | 7.7 | 17.6 | .437 | 0.4 | 0.6 | .800 | 1.2   | 4.4    | 5.7 | 2.0  | 0.7 | 0.6 | 1.9 | 3.2 | 16.8 |
| 1974-75   | 30   | Memphis Sounds          | ABA  | PF   | 72  |     | 35.5 | 8.2 | 18.4 | .447 | 0.5 | 1.7 | .308 | 7.7 | 16.7 | .461 | 0.8 | 1.1 | .728 | 1.8   | 4.4    | 6.1 | 1.7  | 1.3 | 0.3 | 1.4 | 2.8 | 17.8 |
| 1975-76   | 31   | TOTAL                   | ABA  | PF   | 20  |     | 17.5 | 3.1 | 9.9  | .310 | 0.1 | 0.7 | .077 | 3.0 | 9.2  | .326 | 0.9 | 1.1 | .818 | 1.1   | 1.3    | 2.4 | 1.2  | 0.4 | 0.1 | 0.7 | 1.8 | 7.1  |
| 1975-76   | 31   | San Diego Sails         | ABA  | PF   | 10  |     | 22.7 | 4.0 | 11.9 | .336 | 0.0 | 0.5 | .000 | 4.0 | 11.4 | .351 | 1.6 | 1.8 | .889 | 1.2   | 1.7    | 2.9 | 0.8  | 0.6 | 0.1 | 1.1 | 1.9 | 9.6  |
| 1975-76   | 31   | San Antonio Spurs       | ABA  | PF   | 10  |     | 12.3 | 2.1 | 7.8  | .269 | 0.1 | 0.8 | .125 | 2.0 | 7.0  | .286 | 0.2 | 0.4 | .500 | 1.0   | 0.9    | 1.9 | 1.5  | 0.2 | 0.0 | 0.2 | 1.6 | 4.5  |
| Total     |      |                         | ABA  |      | 647 |     | 29.7 | 7.1 | 16.8 | .423 | 0.4 | 1.3 | .308 | 6.7 | 15.4 | .432 | 1.7 | 2.2 | .788 | 2.1   | 4.6    | 6.6 | 1.5  | 1.0 | 0.2 | 1.7 | 2.5 | 16.3 |

### Playoffs
| Temporada | Edad | Equipo                  | Liga | Pos. | P  | TIT | MIN  | TC  | TCA  | %TC  | 3P  | 3PA | %3P  | 2P  | 2PA  | %2P  | TL  | TLA | %TL  | R.OF. | R.DEF. | REB | ASIS | ROB | TAP | PER | FP  | PTS  |
| 1972-73   | 28   | San Diego Conquistadors | ABA  | PF   | 4  |     | 37.8 | 8.0 | 20.5 | .390 | 1.0 | 3.3 | .308 | 7.0 | 17.3 | .406 | 1.3 | 1.8 | .714 | 1.5   | 4.8    | 6.3 | 2.0  |     |     | 1.5 | 2.5 | 18.3 |
| 1973-74   | 29   | San Diego Conquistadors | ABA  | PF   | 6  |     | 35.5 | 7.0 | 19.0 | .368 | 0.8 | 2.0 | .417 | 6.2 | 17.0 | .363 | 0.7 | 1.0 | .667 | 2.5   | 4.5    | 7.0 | 2.2  | 0.8 | 0.3 | 1.3 | 2.3 | 15.5 |
| 1974-75   | 30   | Memphis Sounds          | ABA  | PF   | 5  |     | 41.0 | 5.8 | 13.6 | .426 | 0.6 | 1.0 | .600 | 5.2 | 12.6 | .413 | 2.2 | 2.4 | .917 | 1.0   | 4.2    | 5.2 | 2.4  | 2.2 | 1.0 | 1.8 | 1.6 | 14.4 |
| Total     |      |                         | ABA  |      | 15 |     | 37.9 | 6.9 | 17.6 | .390 | 0.8 | 2.0 | .400 | 6.1 | 15.6 | .389 | 1.3 | 1.7 | .800 | 1.7   | 4.5    | 6.2 | 2.2  | 1.5 | 0.6 | 1.5 | 2.1 | 15.9 |